# Мереке (Казталовський район)
Мереке́ (каз. Мереке) — село у складі Казталовського району Західноказахстанської області Казахстану. Входить до складу Теренкольського сільського округу.
Населення — 56 осіб (2021; 159 у 2009, 214 у 1999, 276 у 1989).